# Индийско-руандийские отношения
Индийско–руандийские отношения — двусторонние дипломатические отношения между Индией и Руандой. Руанда открыла посольство в 1999 году в Нью-Дели, а Индия в 2018 году в Кигали.

## Экономические отношения
Двусторонний товарооборот в 2020-21 годах составил 140,96 миллионов долларов. Экспорт Индии из Руанды составил 134,29 миллиона долларов, импорт составил 6,67 миллиона долларов. Основными товарами, экспортируемыми Индией в Руанду, являются электрическое и механическое оборудование, фармацевтические препараты и транспортные средства. Основными товарами, импортируемыми Индией из Руанды, являются металлические изделия (алюминий, свинец и медь), драгоценные и полудрагоценные камни, чай и кофе.
Посол Руанды в Индии заявил, что только в 2011 году в Руанде были зарегистрированы проекты индийских предпринимателей на сумму более 200 миллионов долларов США. Далее он заявил, что другие проекты индийских предпринимателей стоимостью более 1,0 миллиарда долларов США находятся в стадии разработки.
Индийские организации все чаще рассматривают Кигали как подходящее место для проведения конференций. Индийский аналитический центр «Наблюдатель» организовал глобальный диалог в Кигали в июле 2019 года. В августе 2019 года совет по содействию экспорту телекоммуникационного оборудования и услуг организовал Индийско-африканскую выставку ИКТ Expo-2019 в сотрудничестве с правительством Руанды в Кигали. Вторая Индийско-африканская выставка ИКТ 2020 была проведена виртуально (из-за пандемии COVID-19) при поддержке правительства Руанды в декабре 2020 года.

## Визиты президентов

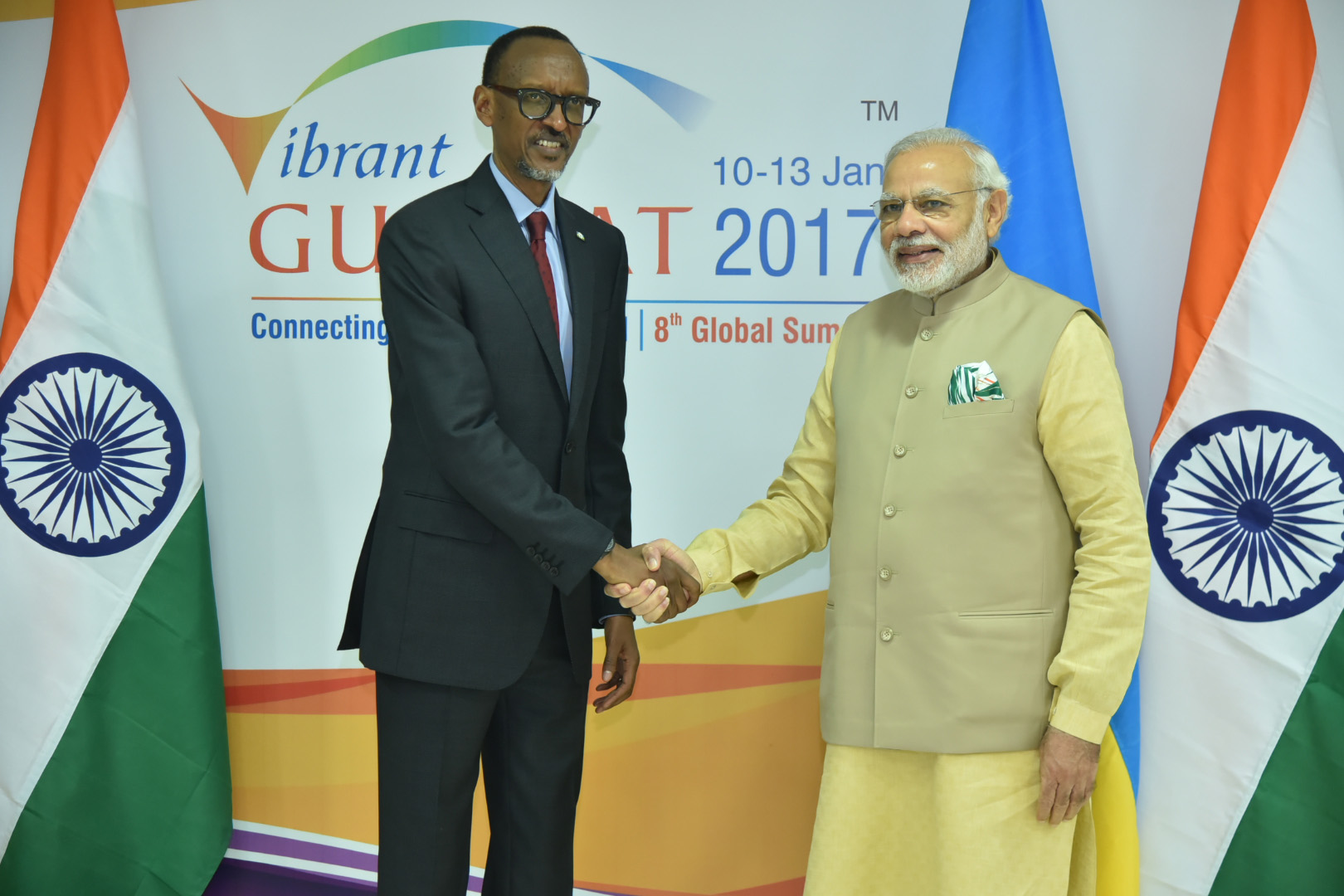
Гуджаратский саммит 2017 год

Президент Руанды Пол Кагаме посещал Индию пять раз, включая 3 частных визита и 2 государственных. Свой первый визит он совершил в декабре 2002 года, чтобы получить почетную докторскую степень в технологическом институте Веллора. Свой второй визит он совершил в январе 2009 года для участия в качестве главного гостя в Индийско-африканском бизнес-форуме, организованном Федерацией индийских торгово-промышленных палат. Кагаме посетил Нью-Дели в ноябре 2014 года для участия в Индийском экономическом форуме, а также встретился с президентом Пранабом Мукерджи во время визита. Кагаме посетил Гандинагар, Гуджарат в январе 2017 года, чтобы принять участие в Гуджаратском саммите, и встретился с премьер-министром Нарендрой Моди. Кагаме посетил Дели 9-12 марта 2018 года для участия в учредительной конференции Международного солнечного альянса.

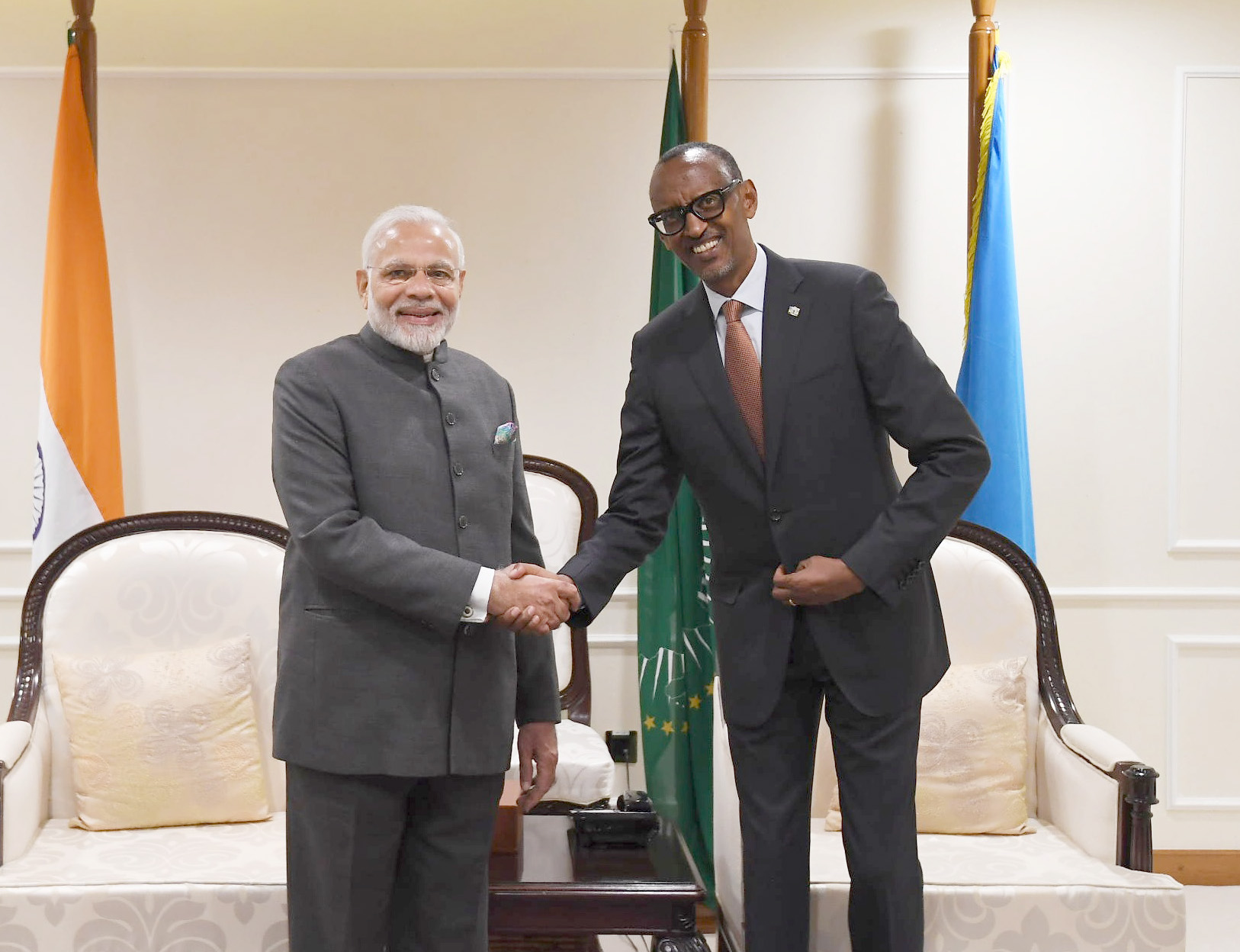
Встреча Нарендры Моди с Полем Кагаме в Кигали, июль 2018

Нарендра Моди стал первым премьер-министром Индии, посетившим Руанду 23-24 июля 2018 года. В ходе визита было подписано несколько двусторонних соглашений, включая меморандумы о взаимопонимании по оборонному сотрудничеству, молочному производству, кожевенному производству, культурному обмену, сотрудничеству в области сельского хозяйства и животноводства, а также двустороннее торговое соглашение. Индия также предоставила кредитные линии на сумму 100 миллионов долларов США для развития индустриальных парков и расширения ОЭЗ Кигали, а также 100 миллионов долларов США для финансирования сельскохозяйственного проекта в Руанде. Моди взял на себя ряд других обязательств по оказанию помощи Руанде, включая передачу в дар 100 000 книг Национального совета образовательных исследований и профессиональной подготовки, создание целевой группы в области цифрового образования и электронной библиотеки, поддержку оцифровки и онлайн-доступа к учебным книгам и связанным с ними учебным материалам, создание Центра развития предпринимательства в Кигали, предоставление 25 полностью финансируемых мест для руандийцев для прохождения обучения по производству и переработке молочных продуктов в Индии, подарок 200 коров на сумму 200 000 долларов США программе правительства Руанды Girinka, целью которой является предоставление одной коровы каждой бедной руандийской семье, и пожертвования в размере 20 000 долларов США мемориалу геноцида в Кигали.